# TCP Vegas
TCP Vegas és un algorisme d'evitació de congestió TCP que emfatitza el retard de paquets, en lloc de la pèrdua de paquets, com a senyal per ajudar a determinar la velocitat a la qual enviar paquets. Va ser desenvolupat a la Universitat d'Arizona per Lawrence Brakmo i Larry L. Peterson i introduït el 1994.
TCP Vegas detecta la congestió en una etapa incipient basant-se en l'augment dels valors de temps d'anada i tornada (RTT) dels paquets de la connexió a diferència d'altres tipus com Reno, New Reno, etc., que detecten la congestió només després que hagi passat realment mitjançant la pèrdua de paquets. L'algoritme depèn en gran manera del càlcul precís del valor RTT base. Si és massa petit, el rendiment de la connexió serà inferior a l'ample de banda disponible, mentre que si el valor és massa gran, s'escaparà la connexió.
S'estan realitzant moltes investigacions sobre l'equitat que proporciona el mecanisme lineal d'augment/disminució per al control de la congestió a Las Vegas. Una advertència interessant és quan Vegas està interoperada amb altres versions com Reno. En aquest cas, el rendiment de Vegas es degrada perquè Vegas redueix la seva velocitat d'enviament abans de Reno, ja que detecta la congestió d'hora i, per tant, ofereix una major amplada de banda als fluxos TCP Reno coexistents.
TCP Vegas és un dels diversos "sabors" dels algorismes d'evitació de congestió TCP. És un d'una sèrie d'esforços en l'ajustament de TCP que adapten el control de la congestió i els comportaments del sistema als nous reptes als quals s'enfronten els augments de l'ample de banda disponible en components d'Internet en xarxes com Internet2.
TCP Vegas s'ha implementat al nucli Linux, a FreeBSD i possiblement també en altres sistemes operatius.